# Sélingué
Sélingué est une localité de la commune rurale de Baya, chef-lieu du  cercle de Sélingué dans la région de Bougouni au Mali.

## Situation
La localité est située à proximité du barrage hydroélectrique de Sélingué et du chef-lieu communal Kangaré.

## Histoire
Depuis la réforme administrative de 2023, la localité est érigée en chef-lieu du 6e cercle de la région de Bougouni.

## Population
Lors du recensement général de 2009, la localité compte 3 017 habitants.

## Infrastructures et services
Lors du recensement de 2009, la localité est desservie par les services suivants :
- 3 écoles
- 2 centres de santé
- un marché
- 2 points d'eau